# 阿卜杜勒庫里島

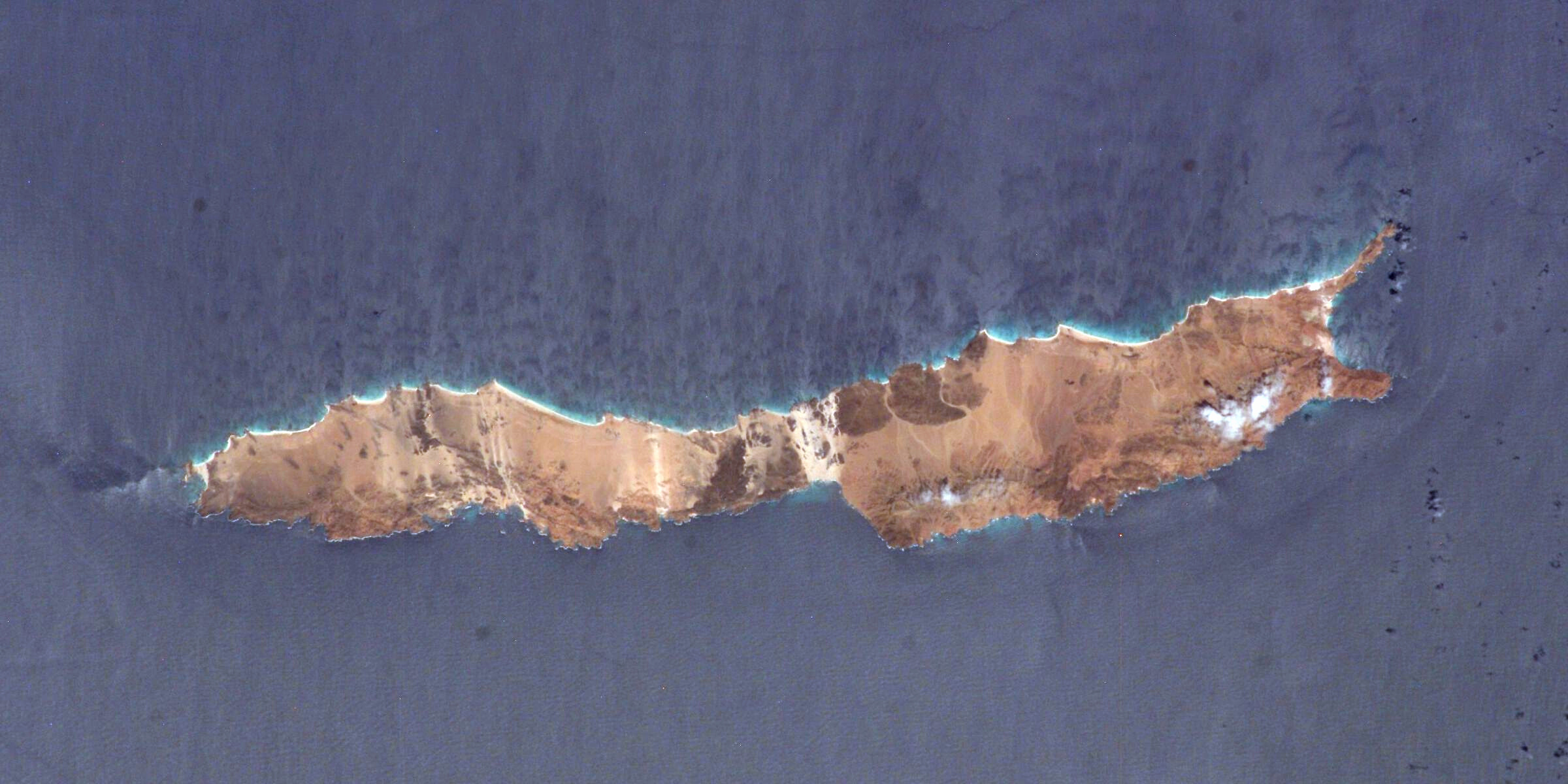

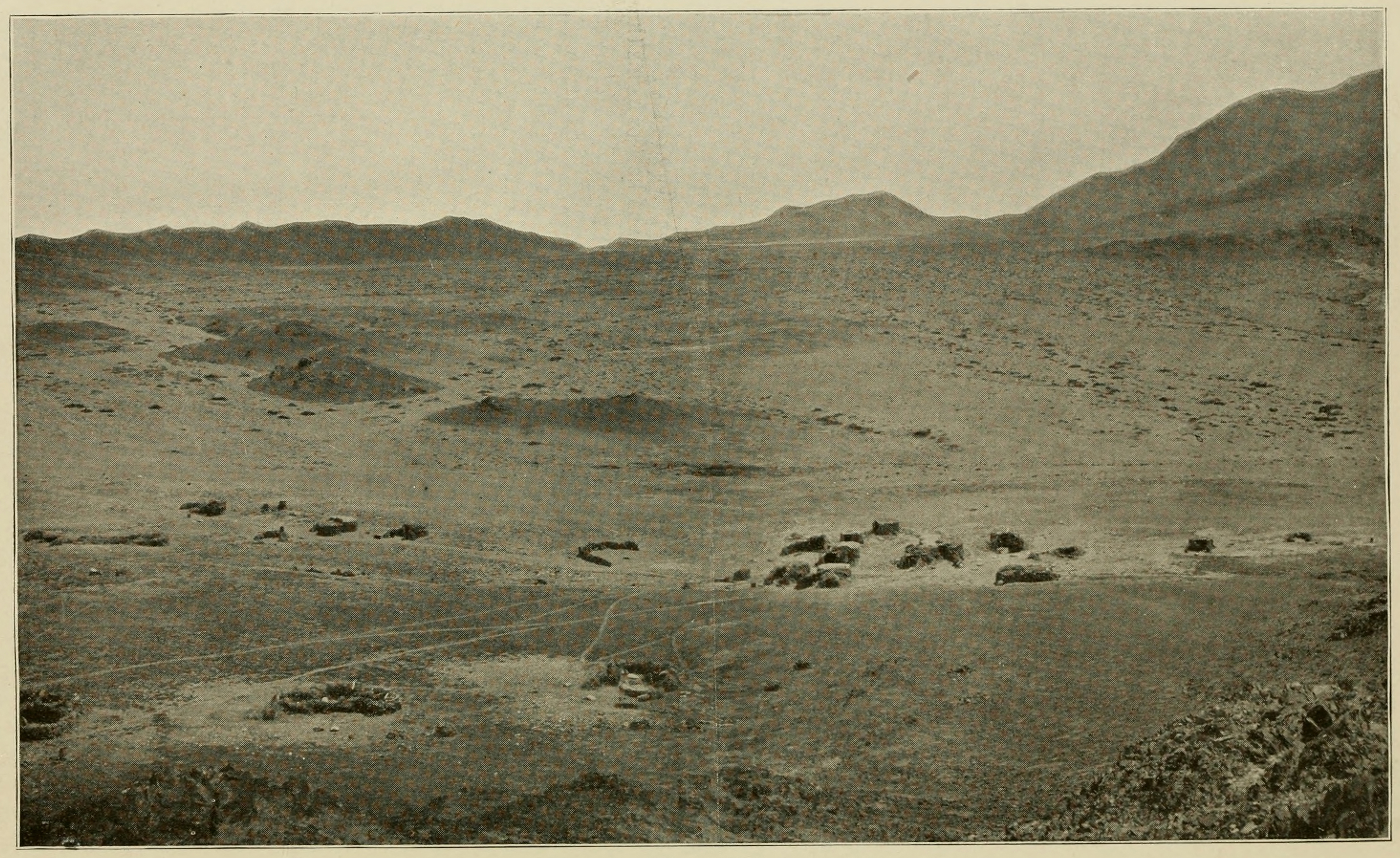

阿卜德庫里島（阿拉伯语：‎）是也門的島嶼，位於瓜達富伊角以東95公里的印度洋海域，屬於索科特拉島的一部分，長36公里、寬5.8公里，面積133平方公里，最高點海拔高度256米，2004年人口僅300。中国明朝称之为比剌。
12°11′8.9″N 52°14′18″E / 12.185806°N 52.23833°E
1. ↑  《明史》卷326：“又有国曰比剌，曰孙剌，郑和亦尝齋敕往赐，以去中华绝远，二国贡使竟不至”